# Пож (приток Берёзовой)
Пож — река в России, протекает в Чердынском районе Пермского края.. Устье реки находится в 158 км по левому берегу реки Берёзовая. Длина реки составляет 22 км.
Исток реки на западных предгорьях Северного Урала на границе с Красновишерским райономв 15 км к северо-западу от посёлка Вая. Река течёт на север, всё течение проходит по ненаселённой, всхолмлённой, лесистой местности. Впадает в Берёзовую в 24 км к юго-востоку от посёлка Вижай.

## Данные водного реестра
По данным государственного водного реестра России относится к Камскому бассейновому округу, водохозяйственный участок реки — Кама от водомерного поста у села Бондюг до города Березники, речной подбассейн реки — бассейны притоков Камы до впадения Белой. Речной бассейн реки — Кама.
По данным геоинформационной системы водохозяйственного районирования территории РФ, подготовленной Федеральным агентством водных ресурсов:
- Код водного объекта в государственном водном реестре — 10010100212111100005928
- Код по гидрологической изученности (ГИ) — 111100592
- Код бассейна — 10.01.01.002
- Номер тома по ГИ — 11
- Выпуск по ГИ — 1